# Agelanthus combreticola
Agelanthus combreticola är en tvåhjärtbladig växtart som först beskrevs av Lebrun & L. Touss., och fick sitt nu gällande namn av R.M. Polhill & D. Wiens. Agelanthus combreticola ingår i släktet Agelanthus och familjen Loranthaceae. Inga underarter finns listade i Catalogue of Life.